# Миткаль
Митка́ль (от перс. меткал) — суровая тонкая хлопчатобумажная ткань полотняного переплетения. Состоит из довольно толстых нитей неотбеленной пряжи, обычно имеет сероватый оттенок.
Миткаль является полуфабрикатом для производства различных тканей и других материалов. Если миткаль соответствующим образом обработать, то из него можно получить ситец (при этом наносится печатный рисунок) и различные бельевые ткани, такие как муслин и мадаполам. Также миткаль используют для изготовления дерматина и клеёнки.
В XIX веке миткаль также называли бумажной тканью и ненабивным ситцем. Использовали миткаль для обивки и для изготовления простой одежды. Миткаль был одним из биржевых товаров на Московской бирже.